# Lorenzo Orsetti
Lorenzo Orsetti, również jako Tekoşer Piling lub Orso Dellatullo (ur. 13 lutego 1986 we Florencji, zm. 18 marca 2019 w Al-Baghuz Faukani) – włoski anarchista oraz antyfaszysta walczący podczas wojny domowej w Syrii w Powszechnych Jednostkach Ochrony.

## Życiorys
Lorenzo Orsetti był z zawodu szefem kuchni i sommelierem, pracował w różnych restauracjach na terenie Florencji. Interesował go konflikt w Rożawie, walka narodu kurdyjskiego z Państwem Islamskim oraz rożawska rewolucja. W pewnym momencie poznał Paolo Andolinę, włoskiego aktywistę i anarchistę, który walczył przeciwko państwu islamskiemu w oddziałach YPG International.
We wrześniu 2017 Lorenzo Orsetti wyjechał do Syrii, gdzie dołączył do Powszechnych Jednostek Ochrony (YPG). Będąc w Syrii, nawiązał przyjaźnie z kilkoma włoskimi antyfaszystowskimi ochotnikami, którzy również walczyli tam u boku Kurdów.
Po ukończeniu szkolenia wojskowego dołączył do formacji wojskowej Türkiye İşçi Köylü Kurtuluş Ordusu (TİKKO), będącej zbrojnym skrzydłem Komunistycznej Partii Turcji / marksiści-leniniści (TKP/ML). Następnie walczył, razem z innymi zagranicznymi wolontariuszami z TİKKO oraz Oddziałów Antyfaszystowskich w Afrin (AFFA), podczas bitwy o Afrin przeciwko tureckiej armii i wspierającym ją bojówkach islamistycznych. Był zaangażowany w formowanie w budowę anarchistycznego batalionu Walka Anarchistyczna, w którym oficjalnie działał w ostatnich miesiącach swojej. 

## Śmierć
Lorenzo Orsetti zginął w akcji w poniedziałek rano 18 marca 2019 w Al-Baghuz Faukani w Syrii. Brał udział w bitwie pod Al-Baghuz Faukani, będącego ostatnim bastionem Państwa Islamskiego w Syrii. W momencie śmierci działał w arabskiej jednostce, która wpadła w zasadzkę zastawioną przez bojowników ISIS. Jego śmierć została ogłoszona przez media Państwa Islamskiego i potwierdzona przez YPG i Tekoşînę Anarşîst (TA, pol. Walka Anarchistyczna), anarchistyczną grupę, z którą działał w ostatnich miesiącach.
Ogłaszając śmierć Lorenzo Orsettiego, jego towarzysze upublicznili ostatnią wolę, w której wyjaśnił swoje motywy ideologiczne oraz dlaczego postanowił udać się do Syrii.
Ciało Lorenzo Orsettiego zostało przetransportowane do Florencji w czerwcu 2019 i pochowane na cmentarzu Cimitero delle Porte Sante. W ceremonii pogrzebowej brało udział około tysiąca osób.

## Upamiętnienie
Na jego cześć nazwano bibliotekę na dworcu kolejowym w miejscowości Berceto.
Władze Rzymu zatwierdziła wniosek kilku radnych, którzy zaproponowali zmianę nazwy parku miejskiego z Parco Nomentano na Parco Nomentano Lorenzo Orsetti Partigiano. Oficjalna ceremonia zmiany nazwy odbyła się 25 czerwca podczas festiwalu IFEST zorganizowanego w parku, gdzie jego uczestnicy : „Pięć lat temu zwróciliśmy uwagę na ten opuszczony obszar zieleni: dziś będzie poświęcony partyzantowi naszej epoki, Lorenzo „Orso” Orsettiemu, który poległ w Syrii podczas walki z ISIS po stronie kurdyjskich sił demokratycznych. Walka o wolność nie ma granic ani ograniczeń, tego nauczył nas Lorenzo".
We wrześniu 2019 władze Florencji zatwierdziły plany nazwania ulicy na jego cześć. Wniosek został zaproponowany przez lewicowych radnych miejskich, natomiast sprzeciwiali mu się członkowie Ligi Północnej, a Bracia Włosi wstrzymani się od głosu. Nie zgodzili się nazywać go partyzantem i przedstawiać go jako bohatera.
W listopadzie 2019 bar i przestrzeń społeczna w Prato dołączyły do sieci Associazione Ricreativa e Culturale Italiana (Arci) i zmieniły nazwę lokalu  na cześć Lorenzo Orsettiego, stając się Casa del Popolo Lorenzo Orsetti. Inauguracja odbyła się w sobotę 9 listopada 2019, w której brali udział rodzina i przyjaciele Orsettiego.